# Léontine Kibamba
Léontine Sandrine Kibamba Nkembo,, née le 5 juin 1979, est une joueuse congolaise de handball évoluant au poste d'ailière ou arrière droite.
Avec l'équipe nationale de la RD Congo, elle a notamment participé au Championnat du monde 2013. 

## Palmarès

### En équipe nationale
- 22e place au Championnat du monde 2001 (avec  Congo)[4]
- 6e place au Championnat d'Afrique 2006 (avec  Congo)
- finaliste du Jeux africains de 2007 (avec  Congo)
- 20e place au Championnat du monde 2009 (avec  Congo)[2]
- 20e place au Championnat du monde 2013 (avec  RD Congo)
- finaliste du Championnat d'Afrique 2014 (avec  RD Congo)

### En club
- finaliste de la Coupe de France en 2006

### Distinctions individuelles
- élue meilleure ailière droite du Championnat d'Afrique 2006
- nommée parmi les meilleures ailières droites du Championnat de France 2004-2005
- nommée parmi les meilleures arrières droites du Championnat de France en 2005-2006 et 2006-2007
- quatrième meilleure buteuse du Championnat de France 2005-2006